# Campeonato caboverdiano de fútbol 2017
El Campeonato caboverdiano de fútbol 2017 es la 38.ª edición desde la independencia de Cabo Verde. El torneo lo organiza la Federación caboverdiana de fútbol (FCF).
CS Mindelense es el equipo defensor del título. Un total de 12 equipos participarán en la competición, el campeón de la edición anterior y los campeones de las 11 ligas regionales. El campeonato de este año sufre modificaciones respecto a la anterior edición. Los equipos están divididos en tres grupos formado por cuatro equipos cada uno de ellos, jugándose seis partidos en formato de ida y vuelta. El primer clasificado de cada grupo y el mejor de los segundos pasan a la segunda fase que es en formato de eliminatorias donde se juegan las semifinales y la final.

## Equipos participantes
- CS Mindelense; campeón del campeonato caboverdiano de fútbol 2016
- Sport Sal Rei Club; campeón del campeonato regional de fútbol de Boavista 2016-17
- Sporting Clube da Brava; campeón del campeonato regional de fútbol de Brava 2016-17[2]
- Vulcânicos Futebol Clube; campeón del campeonato regional de fútbol de Fogo 2016-17
- Onze Unidos; campeón del Campeonato Regional de Fútbol de Maio 2016-17[3]
- Académico do Aeroporto; campeón del campeonato regional de fútbol de Sal 2016-17
- Paulense Desportivo Clube; campeón del campeonato regional de fútbol de Santo Antão Norte 2016-17[4]
- Académica do Porto Novo; campeón del campeonato regional de fútbol de Santo Antão Sur 2016-17[5]
- FC Ultramarina; campeón del campeonato regional de fútbol de São Nicolau 2016-17
- FC Derby; subcampeón del campeonato regional de fútbol de São Vicente 2016-17
- AJAC da Calheta; campeón del campeonato regional de fútbol de Santiago Norte 2016-17[6]
- Sporting Clube da Praia; campeón del campeonato regional de fútbol de Santiago Sur 2016-17[7]

### Información de los equipos
Mindelense

 Derby
| Equipo                   | Localidad               | Estadio                 |
| ------------------------ | ----------------------- | ----------------------- |
| Mindelense               | Mindelo                 | Adérito Sena            |
| Paulense                 | Vila das Pombas         | João Serra              |
| Académica P.N.           | Porto Novo              | Municipal do Porto Novo |
| Sporting Brava           | Nova Sintra             | Aquiles de Oliveira     |
| Sporting Clube da Praia  | Praia                   | Várzea                  |
| FC Derby                 | Mindelo                 | Adérito Sena            |
| Onze Unidos              | Vila do Maio            | 20 de Janeiro           |
| Vulcânicos Futebol Clube | São Filipe              | Estadio 5 de Julho      |
| Sport Sal Rei Club       | Sal Rei                 | Arsénio Ramos           |
| Ultramarina              | Tarrafal de São Nicolau | Orlando Rodrigues       |
| Académico do Aeroporto   | Espargos                | Marcelo Leitão          |
| AJAC da Calheta          | Calheta de São Miguel   | Calheta                 |

## Tabla de posiciones
Grupo A
|                                           | Equipo          | PJ | PG | PE | PP | GF | GC | DG | PTS |
| ----------------------------------------- | --------------- | -- | -- | -- | -- | -- | -- | -- | --- |
| 1                                         | Ultramarina     | 6  | 4  | 1  | 1  | 11 | 6  | +5 | 13  |
| 2                                         | Onze Unidos     | 6  | 3  | 2  | 1  | 9  | 5  | +3 | 11  |
| 3                                         | AJAC da Calheta | 6  | 1  | 2  | 3  | 7  | 11 | -4 | 5   |
| 4                                         | Vulcânicos      | 6  | 1  | 1  | 4  | 7  | 11 | -4 | 4   |
| Última actualización: 18 de junio de 2017 |                 |    |    |    |    |    |    |    |     |

Grupo B
|                                           | Equipo                  | PJ | PG | PE | PP | GF | GC | DG | PTS |
| ----------------------------------------- | ----------------------- | -- | -- | -- | -- | -- | -- | -- | --- |
| 1                                         | Mindelense              | 6  | 4  | 1  | 1  | 8  | 3  | +5 | 13  |
| 2                                         | Académica do Porto Novo | 6  | 3  | 2  | 1  | 12 | 7  | +5 | 11  |
| 3                                         | Académico do Aeroporto  | 6  | 1  | 2  | 3  | 6  | 10 | -4 | 5   |
| 4                                         | Paulense                | 6  | 0  | 3  | 3  | 4  | 10 | -6 | 3   |
| Última actualización: 18 de junio de 2017 |                         |    |    |    |    |    |    |    |     |

Grupo C
|                                           | Equipo                  | PJ | PG | PE | PP | GF | GC | DG  | PTS |
| ----------------------------------------- | ----------------------- | -- | -- | -- | -- | -- | -- | --- | --- |
| 1                                         | Sporting Clube da Praia | 6  | 4  | 2  | 0  | 8  | 1  | +7  | 14  |
| 2                                         | FC Derby                | 6  | 3  | 1  | 2  | 7  | 5  | +2  | 10  |
| 3                                         | Sporting Clube da Brava | 6  | 3  | 1  | 2  | 6  | 5  | +1  | 10  |
| 4                                         | Sport Sal Rei Club      | 6  | 0  | 0  | 6  | 1  | 11 | -10 | 0   |
| Última actualización: 18 de junio de 2017 |                         |    |    |    |    |    |    |     |     |

Mejores segundos
|                                           | Equipo                  | PJ | PG | PE | PP | GF | GC | DG | PTS |
| ----------------------------------------- | ----------------------- | -- | -- | -- | -- | -- | -- | -- | --- |
| 1                                         | Académica do Porto Novo | 6  | 3  | 2  | 1  | 12 | 7  | +5 | 11  |
| 2                                         | Onze Unidos             | 6  | 3  | 2  | 1  | 9  | 5  | +3 | 11  |
| 3                                         | FC Derby                | 6  | 3  | 1  | 2  | 7  | 5  | +2 | 10  |
| Última actualización: 18 de junio de 2017 |                         |    |    |    |    |    |    |    |     |

## Resultados
| Onze Unidos          | 2 - 1 | Ultramarina         | 20 de Janeiro | 13 de mayo | 16:00 |
| AJAC da Calheta      | 2 - 3 | Vulcânicos          | Calheta       | 31 de mayo | 16:00 |
| Paulense             | 0 - 1 | Mindelense          | João Serra    | 14 de mayo | 16:00 |
| Académica Porto Novo | 1 - 1 | Académico Aeroporto | Porto Novo    | 13 de mayo | 16:00 |
| Derby                | 0 - 1 | Sporting Praia      | Adérito Sena  | 13 de mayo | 16:00 |
| Sal Rei              | 0 - 1 | Sporting Brava      | Arsénio Ramos | 13 de mayo | 16:00 |

| Ultramarina         | 2 - 0 | AJAC da Calheta      | Orlando Rodrigues   | 20 de mayo | 16:00 |
| Vulcânicos          | 0 - 1 | Onze Unidos          | 5 de Julho          | 20 de mayo | 16:00 |
| Mindelense          | 2 - 1 | Académica Porto Novo | Adérito Sena        | 20 de mayo | 16:00 |
| Académico Aeroporto | 1 - 1 | Paulense             | Marcelo Leitão      | 20 de mayo | 17:00 |
| Sporting Praia      | 3 - 0 | Sal Rei              | Várzea              | 20 de mayo | 16:00 |
| Sporting Brava      | 2 - 1 | Derby                | Aquiles de Oliveira | 21 de mayo | 16:00 |

| Onze Unidos    | 1 - 1 | AJAC da Calheta      | 20 de Janeiro     | 27 de mayo | 16:00 |
| Ultramarina    | 2 - 2 | Vulcânicos           | Orlando Rodrigues | 27 de mayo | 16:00 |
| Paulense       | 2 - 2 | Académica Porto Novo | João Serra        | 27 de mayo | 16:00 |
| Mindelense     | 2 - 0 | Académico Aeroporto  | Adérito Sena      | 27 de mayo | 16:00 |
| Derby          | 1 - 0 | Sal Rei              | Adérito Sena      | 28 de mayo | 16:00 |
| Sporting Praia | 1 - 0 | Sporting Brava       | Várzea            | 27 de mayo | 16:00 |

| Ultramarina         | 2 - 1 | Onze Unidos          | Orlando Rodrigues   | 4 de junio | 16:00 |
| Vulcânicos          | 1 - 2 | AJAC da Calheta      | 5 de Julho          | 4 de junio | 16:00 |
| Mindelense          | 0 - 0 | Paulense             | Adérito Sena        | 3 de junio | 16:00 |
| Académico Aeroporto | 1 - 3 | Académica Porto Novo | Porto Novo          | 3 de junio | 16:00 |
| Sporting Praia      | 1 - 1 | Derby                | Várzea              | 3 de junio | 16:00 |
| Sporting Brava      | 2 - 1 | Sal Rei              | Aquiles de Oliveira | 4 de junio | 16:00 |

| AJAC da Calheta      | 0 - 2 | Ultramarina         | Calheta       | 11 de junio | 16:00 |
| Onze Unidos          | 2 - 0 | Vulcânicos          | 20 de Janeiro | 11 de junio | 16:00 |
| Académica Porto Novo | 2 - 1 | Mindelense          | Porto Novo    | 11 de junio | 16:00 |
| Paulense             | 1 - 3 | Académico Aeroporto | João Serra    | 11 de junio | 16:00 |
| Sal Rei              | 0 - 2 | Sporting Praia      | Arsénio Ramos | 11 de junio | 16:00 |
| Derby                | 2 - 1 | Sporting Brava      | Adérito Sena  | 11 de junio | 16:00 |

| AJAC da Calheta      | 2 - 2 | Onze Unidos    | Calheta             | 18 de junio | 16:00 |
| Vulcânicos           | 1 - 2 | Ultramarina    | 5 de Julho          | 18 de junio | 16:00 |
| Académica Porto Novo | 3 - 0 | Paulense       | Porto Novo          | 18 de junio | 16:00 |
| Académico Aeroporto  | 0 - 2 | Mindelense     | Marcelo Leitão      | 18 de junio | 16:00 |
| Sal Rei              | 0 - 2 | Derby          | Arsénio Ramos       | 18 de junio | 16:00 |
| Sporting Brava       | 0 - 0 | Sporting Praia | Aquiles de Oliveira | 18 de junio | 16:00 |

Nota: Las fechas de los partidos puede variar en función de las disponibilidad de los viajes entre las islas.

## Fase Final
|  | Semifinales             | Semifinales             | Semifinales             | Semifinales | Semifinales |   |                | Final          | Final | Final | Final | Final |
|  |                         |                         |                         |             |             |   |                |                |       |       |       |       |
|  | CS Mindelense           | CS Mindelense           |                         | 0           |             |   |                |                |       |       |       |       |
|  | FC Ultramarina          | FC Ultramarina          |                         | 2           |             |   |                |                |       |       |       |       |
|  |                         |                         |                         |             |             |   | FC Ultramarina | FC Ultramarina | 1     | 2     | 3     |       |
|  |                         | Sporting Clube da Praia | Sporting Clube da Praia | 2           | 3           | 5 |                |                |       |       |       |       |
|  | Sporting Clube da Praia | Sporting Clube da Praia | 1                       | 1           | 2           |   |                |                |       |       |       |       |
|  | Académica do Porto Novo | Académica do Porto Novo | 1                       | 0           | 1           |   |                |                |       |       |       |       |

### Semifinales
| 27 de junio de 2017 16:00 (UTC-1) | FC Ultramarina |  | CS Mindelense | Estadio Orlando Rodrigues, Tarrafal de São Nicolau |  |
|                                   |                |  |               | Árbitro(s): Lenine Rocha                           |  |

| 24 de junio de 2017 16:00 (UTC-1) | Académica do Porto Novo | 1:1 | Sporting Clube da Praia | Municipal do Porto Novo, Porto Novo |                                 |
|                                   | Fagui 91'               |     | Tae 84'                 | Árbitro(s): Anacleto do Rosario     | Árbitro(s): Anacleto do Rosario |

| 2 de julio de 2017 15:30 (UTC-1) | CS Mindelense              | 0:2 | FC Ultramarina | Estadio Adérito Sena, Mindelo |                          |
|                                  | Patchik 13' · Djassa 45+2' |     |                | Árbitro(s): Manuel Timas      | Árbitro(s): Manuel Timas |

| 1 de julio de 2017 15:30 (UTC-1) | Sporting Clube da Praia | 1:0 | Académica do Porto Novo | Estadio de Várzea, Praia    |                             |
|                                  | Blessed 22'             |     |                         | Árbitro(s): Fabrício Duarte | Árbitro(s): Fabrício Duarte |

### Final
| 20 de agosto de 2017 16:00 (UTC-1) | FC Ultramarina | 1:2 | Sporting Clube da Praia | Estadio Orlando Rodrigues, Tarrafal de São Nicolau |  |

| 27 de agosto de 2017 15:30 (UTC-1) | Sporting Clube da Praia   | 3:2 | FC Ultramarina         | Estadio de Várzea, Praia |                          |
|                                    | Nido 10' · Sunday 67' 70' |     | Adyr 55' · Augusto 72' | Árbitro(s): Lenine Rocha | Árbitro(s): Lenine Rocha |

| Campeón Sporting Clube da Praia 10.o título |

## Estadísticas
- Mayor goleada: Sporting Clube da Praia 3 - 0 Sal Rei (Grupo A), Académica do Porto Novo 3 - 0 Paulense (Grupo D)